# Lepisiota angolensis
Lepisiota angolensis är en myrart som först beskrevs av Santschi 1937.  Lepisiota angolensis ingår i släktet Lepisiota och familjen myror. Inga underarter finns listade i Catalogue of Life.